# Наука і оборона
«Наука і оборона» — журнал, науково-теоретичне та науково-практичне видання засноване Міністерством оборони України у 1994 році.
Головні завдання видання: висвітлення та обговорювання на сторінках часопису актуальних проблем воєнної політики, реформування оборонної галузі держави, результатів наукових досліджень з питань воєнної безпеки України, з воєнно-теоретичних та військово-технічних проблем.

## Історія створення
Заснування часопису «Наука і оборона» у 1994 році було викликано нагальною потребою суспільства, державних діячів, політиків, вчених, військових, всіх, хто опікується та професійно займається питаннями національної безпеки і оборони. Видання журналу надало змогу за допомогою друкованого засобу масової інформації висвітлювати та обговорювати сучасні військово- технічні та військово-політичні проблеми розбудови, реформування та становлення Збройних Сил держави.
Метою діяльності видання є:
- сприяння створенню необхідного науково-теоретичного підґрунтя для постановки та розв'язання завдань військового будівництва;
- сприяння обговоренню нагальних проблем реформування оборонної сфери всіма, хто опікується і професійно займається питаннями національної безпеки і оборони;
- поширення воєнно-наукових знань, сприяння підвищенню професійного рівня військовослужбовців Збройних Сил України.

Сфера розповсюдження видання «Наука і оборона» — загальнодержавна та зарубіжна і розповсюджується він цільовим призначенням та шляхом передплати.
Часопис видається на громадських засадах.

## Теми публікацій
Теми минулих років. Військова медицина. Загальні проблеми оборони та забезпечення безпеки держави. Зарубіжний досвід у сфері національної безпеки та оборони. Збройні Сили та демократичне суспільство. Концептуальні основи створення моделі Збройних Сил України 2010 року. Перспективні технології в оборонній сфері. Прикордонні війська — важливий інститут забезпечення безпеки держави. Проблеми метрологічного забезпечення у Збройних Силах України. Проблеми формування національної свідомості військовослужбовців та зміцнення військової дисципліни. Філософсько-правові та морально-психологічні аспекти сучасної збройної боротьби. Форми та способи підготовки і застосування Збройних Сил.
Сучасні теми. Військове право. Військово-технічні проблеми. Воєнна історія. Воєнна безпека. Гуманітарні аспекти оборонної сфери. Екологія і Збройні Сили. Економічні та матеріально-технічні проблеми будівництва оборони. Інформаційні аспекти обґрунтування євроатлантичного вибору України. Короткі повідомлення. Листи до редакції. Міжнародне співробітництво Збройних Сил України. Наукова діяльність у Збройних Силах України. Національна і глобальна безпека. Проблеми керування військами. Проблеми фахової та бойової підготовки особового складу Збройних Сил України. Простір євроатлантичної безпеки та українська перспектива. Реформування та розвиток Збройних Сил України. Теорія воєнного мистецтва. Трансформація Збройних Сил України: євроатлантичні прагнення. Трансформація та розвиток Збройних Сил України. Україна та НАТО.
З випусками журналу можна ознайомитись у вільному доступі на його сайті.